# Bukarest-traktaten (1812)
|  | For andre betydninger, se Bukarest-traktaten |
Bukarest-traktten varen fredstraktat, der blev indgået mellem Det Russiske Kejserrige og Det Osmanniske Rige den 28. maj 1812 i Bukarest og ratificeret den 5. juli 1812. Traktaten afsluttede den russisk-tyrkiske krig (1806-1812). Osmannerne havde klaret sig dårligt under krigen. Den osmanniske regering ønskede først og fremmest at holde sig ude at den kommende konflikt mellem Napoleons Frankrig og Rusland. Russerne ønskede ikke en krig på to fronter og havde derfor interesse i at afslutte konflikten med osmannerne, således at de kunne forberede sig på den kommende krig mod Frankrig. Osmannerne fik ved traktaten trukket sig ud af en potentielt katastrofal krig mod et begrænset tab af territorium.
Efter traktaten overdrog Osmannerriget til Rusland Budjak og det østlige Moldavien, mellem floderne Prut og Dnestr, Bessarabien; et område på ca. 45.630 km2. Rusland fik tillige handelsrettigheder på Donau.
I Transkaukasien opgav osmannerne deres krav på det vestlige Georgien ved at acceptere Ruslands annektering af kongedømmet Imereti in 1810. Omvendt fik osmannerne kontrol over Akhalkalaki, Poti og Anapa, der forinden under krigen var blevet erobret af russisk-georgiske tropper.
Ved traktaten blev tillige indgået en våbenhvile under det serbiske oprør og Serbien opnåede atter autonomi i Osmannerriget.
Bukarest-traktaten, der blev underskrevet af den russiske hærfører Mikhail Kutuzov, blev ratificeret af Aleksandr 1. af Rusland 13 dage før Napoleons invasion af Rusland.